# Abu Ishaq al-Shirazi
Abū Isḥāq Ibrāhīm ibn ‛Alī ibn Yūsuf al-Fīrūzābādī al-Shīrāzī (Firuzabad, 1003 – Baghdad, 1083) è stato un giurista arabo.
Sciafeita, insegnò per gran parte della vita nella madrasa al-Niẓāmiyya. 
Fu autore dell'opera detta Kitāb al-Tanbīh.